# Timothy McIsaac
Timothy McIsaac (Winnipeg, 10 de enero de 1959) es un deportista canadiense que compitió en natación adaptada. Ganó 28 medallas en los Juegos Paralímpicos de Verano entre los años 1976 y 1988.

## Palmarés internacional
| Juegos Paralímpicos | Juegos Paralímpicos                                        | Juegos Paralímpicos | Juegos Paralímpicos     |
| Año                 | Lugar                                                      | Medalla             | Prueba                  |
| ------------------- | ---------------------------------------------------------- | ------------------- | ----------------------- |
| 1976                | Toronto (Canadá)                                           | Medalla de oro      | 4 × 100 m estilos A     |
| 1976                | Toronto (Canadá)                                           | Medalla de plata    | 100 m mariposa A        |
| 1976                | Toronto (Canadá)                                           | Medalla de plata    | 400 m estilos A         |
| 1976                | Toronto (Canadá)                                           | Medalla de bronce   | 100 m espalda A         |
| 1976                | Toronto (Canadá)                                           | Medalla de bronce   | 100 m libre A           |
| 1980                | Arnhem (Países Bajos)                                      | Medalla de oro      | 100 m braza A           |
| 1980                | Arnhem (Países Bajos)                                      | Medalla de oro      | 100 m mariposa A        |
| 1980                | Arnhem (Países Bajos)                                      | Medalla de oro      | 200 m estilos A         |
| 1980                | Arnhem (Países Bajos)                                      | Medalla de oro      | 400 m estilos A         |
| 1980                | Arnhem (Países Bajos)                                      | Medalla de plata    | 100 m libre A           |
| 1980                | Arnhem (Países Bajos)                                      | Medalla de bronce   | 4 × 100 m libre A-B     |
| 1980                | Arnhem (Países Bajos)                                      | Medalla de bronce   | 4 × 100 m estilos A-B   |
| 1984                | Nueva York (Estados Unidos) Stoke Mandeville (Reino Unido) | Medalla de oro      | 400 m braza B1          |
| 1984                | Nueva York (Estados Unidos) Stoke Mandeville (Reino Unido) | Medalla de oro      | 400 m estilos B1        |
| 1984                | Nueva York (Estados Unidos) Stoke Mandeville (Reino Unido) | Medalla de oro      | 4 × 100 m estilos B1-B3 |
| 1984                | Nueva York (Estados Unidos) Stoke Mandeville (Reino Unido) | Medalla de plata    | 100 m braza B1          |
| 1984                | Nueva York (Estados Unidos) Stoke Mandeville (Reino Unido) | Medalla de plata    | 200 m estilos B1        |
| 1984                | Nueva York (Estados Unidos) Stoke Mandeville (Reino Unido) | Medalla de plata    | 400 m libre B1          |
| 1984                | Nueva York (Estados Unidos) Stoke Mandeville (Reino Unido) | Medalla de plata    | 4 × 100 m libre B1-B3   |
| 1988                | Seúl (Corea del Sur)                                       | Medalla de oro      | 100 m espalda B1        |
| 1988                | Seúl (Corea del Sur)                                       | Medalla de oro      | 100 m mariposa B1       |
| 1988                | Seúl (Corea del Sur)                                       | Medalla de oro      | 200 m estilos B1        |
| 1988                | Seúl (Corea del Sur)                                       | Medalla de oro      | 400 m libre B1          |
| 1988                | Seúl (Corea del Sur)                                       | Medalla de oro      | 4 × 100 m libre B1-B3   |
| 1988                | Seúl (Corea del Sur)                                       | Medalla de oro      | 4 × 100 m estilos B1-B3 |
| 1988                | Seúl (Corea del Sur)                                       | Medalla de bronce   | 50 m libre B1           |
| 1988                | Seúl (Corea del Sur)                                       | Medalla de bronce   | 100 m libre B1          |
| 1988                | Seúl (Corea del Sur)                                       | Medalla de bronce   | 200 m braza B1          |